# Космин Рацију
Космин Рацију (енгл. Cosmin Ratiu; 18. јул 1979) бивши је професионални румунски рагбиста и репрезентативац. Примарна позиција му је у другој линији скрама, али може играти и у трећој линији скрама. Играо је у румунској првој лиги за Динамо из Букурешта, до преласка у француски Стад Монтоиз. За Румунију је дебитовао против Чешке 2003. Постигао је 2 есеја у 34 тест меча за Румунију. Бранио је боје Румуније на два светска првенства (2007, 2011). 